# Magnolia kisopa
Espèce
Statut de conservation UICN

 DD  : Données insuffisantes
Magnolia kisopa est une espèce de plantes à fleurs de la famille des Magnoliaceae. C'est un arbre trouvé en Asie.

## Description
C'est un arbre.

## Répartition et habitat
La plante est trouvée de l'est à l'ouest de l'Himalaya, au Népal et au Tibet.
Elle vit en milieu tempéré.